# Pukeva
Pukeva, tot 1969 Kappa-Keskus, was een warenhuisketen opgericht in 1933 door Ruben Jaari. Op het hoogtepunt had de winkelketen vijf winkels in Helsinki, onder meer aan de Kaisaniemenkatu in Helsinki. In 1975 was Pukeva's hoofdwinkel qua omzet het op een na grootste warenhuis van Finland, na Stockmann in Helsinki, met een omzet van 96 miljoen Finse Mark. 

## Geschiedenis

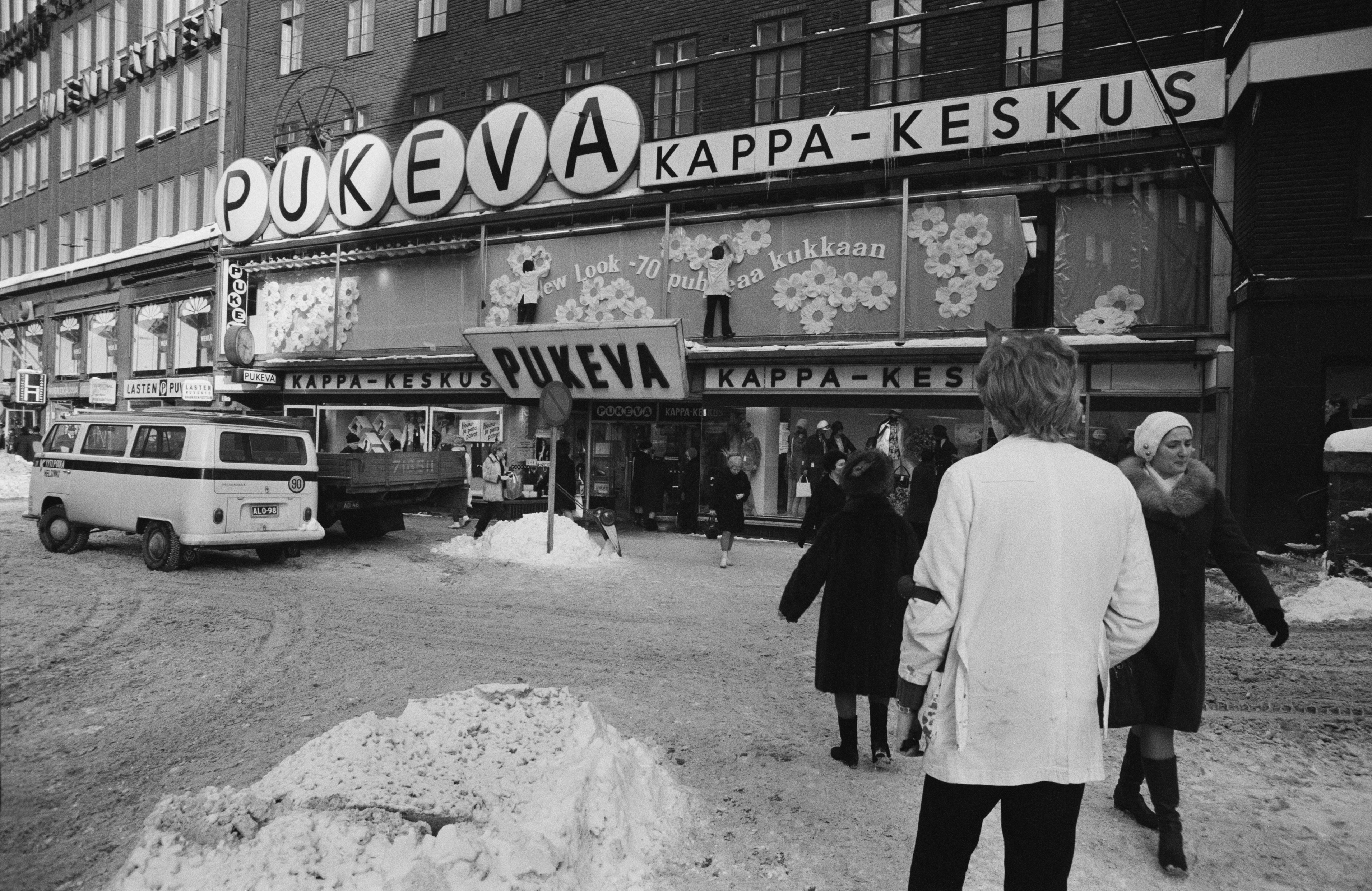
Pukeva-huis op de Kaisaniemenkatu 5 in Helsinki in 1970

Pukeva was sinds 1940 actief op de Kaisaniemenkatu 5, aanvankelijk in een roodbakstenen bedrijfsgebouw ontworpen door Martti Välikankaan uit de jaren 1920. Het gebouw werd eind jaren 1960 gesloopt en in plaats daarvan werd het door Toivo Korhonen ontworpen Pukeva-huis voltooid. In 1973 werd de parkeergarage Pukeva aan de Fabianinkatu 30 voltooid. Pukeva was destijds een warenhuis van 12 verdiepingen (5 klantenverdiepingen, 5 parkeerverdiepingen, een centraal magazijn en een technische verdieping), dat naast kledingafdelingen ook een grote woninginrichtingsafdeling had, Kodin Pukeva, en een voedselafdeling, Ruoka-Pukeva. Vanaf 1984 gebruikte Pukeva ook het aangrenzende pand aan de Vuorikatu 7. 
Ruben Jaari was tot 1978 CEO van Pukeva en daarna toit aan zijn dood in 1991 voorzitter van de raad van bestuur van Pukeva. In 1979–1990 was de CEO Bo Ingmar Ohls, die werd opgevolgd door Rubens zoon Ray Jaari. In het boekjaar 1985-1986 had Pukeva 892 medewerkers. 
Pukeva werd bekend door verkoop op afbetaling. Er waren ook Pukeva-winkels in andere delen van Finland en zelfs in Rusland. Er was een Pukeva-winkel in Kouvola van eind jaren 1950 tot begin jaren 1970, en in Turku in het winkelcentrum Hansakorttel tussen 1989 en 1993. In de hoofdstedelijke regio had Pukeva winkels in Helsinki; in het Citycenter, Forum en Itäkeskus, evenals in Leppävaara, Espoo. In het Forum-winkelcentrum was Pukeva de grootste huurder van het winkelcentrum. Eind jaren 1980 kocht Pukeva de kledingwinkels Pukumie van Oulu en Kärje van Kuopio en deed een mislukte investering in een warenhuis in Moskou.
Begin jaren 1990 lag de Kaisaniemenkatu jarenlang open vanwege de bouwwerkzaamheden aan het metrostation Kaisaniemi. Tegelijkertijd werd Finland getroffen door een recessie. Pukeva ging in 1993 failliet als gevolg van de recessie en het verlies van klanten. De grootste schuldeisers waren Eläke-Sampo en Suomen Yhdyspankki. Op het moment van faillissement had Pukeva 407 werknemers. 
Na het faillissement kocht Eläke-Sampo het Pukeva-gebouw, dat werd omgebouwd tot de Kaisa Mall .